# Аппаратное обеспечение
Аппаратное обеспечение — совокупность физических частей компьютера: центральный процессор (ЦП), оперативная память (ОЗУ), материнская плата, ПЗУ с микропрограммами, внутренние накопители (жёсткие диски, SSD, ленточные накопители, дисководы дискет и оптических дисков и так далее), графическая карта, звуковая карта и компьютерный корпус. Оно также включает в себя внешние устройства: монитор, принтер или МФУ, компьютерную мышь, клавиатуру, динамики, веб-камеру, сканер, модемы, внешние накопители данных (USB-флешки, карты памяти), мобильные и аварийные источники питания (ИБП) и т. д.
На первый взгляд может сложиться мнение, что аппаратное обеспечение является синонимом персонального компьютера в классическом понимании последнего, и это, отчасти, было верно на заре их появления, однако в настоящее время настольные и мобильные персональные компьютеры составляют лишь малую долю от общего числа продаваемых компьютеров, которые сразу встроены в другие устройства (телефоны, телевизоры, стиральные машины, микроволновки, чайники, кофеварки, кухонные плиты, люстры, термостаты, часы, медицинские приборы, транспортные средства, охранные системы, платёжные терминалы и т. д.).
Напротив, программное обеспечение представляет собой набор инструкций, которые могут храниться и выполняться аппаратным обеспечением. В английском языке аппаратное обеспечение (hardware, hard — твёрдый) получило своё название из-за того, что оно жёсткое (откуда сленговые названия «жесть» или «железо») или непреклонное по отношению к изменениям, тогда как программное обеспечение (software, soft — мягкий) является мягким, потому что его относительно легко изменить.
Аппаратное обеспечение обычно направляется программным обеспечением для выполнения любой команды или инструкции. Комбинация аппаратного и программного обеспечения образует пригодную для использования вычислительную систему, хотя существуют и другие системы, состоящие только из аппаратного обеспечения (простейшие из них: счётные палочки и счёты).